# Flickan, mamman och demonerna
Flickan, mamman och demonerna är en svensk film i regi av Suzanne Osten, som hade premiär 15 april 2016. Filmen är baserad på Ostens bok "Flickan, mamman och soporna" från 1998. Filmen visades i SVT och SVT Play i september 2018.

## Handling
En thriller för barn och ett kärleksdrama för vuxna, om flickan Ti och hennes mamma som ser demoner som ingen annan ser.

## Rollista (urval)
- Esther Quigley - Ti
- Maria Sundbom - Siri
- Ulrika Nilsson -Lärarinnan
- Maja Embrink - Tamara
- Simon Norrthon - Demon Polter
- Gustav Deinoff - Demon Gusten
- Ardalan Esmaili - Demon Deinar
- Andreas Kundler - Demon Geist
- Kajsa Reingardt - Demon Kajsar
- Pia Bæckström - Demon Morsan / Morsan
- Josette Bushell-Mingo - Demon
- Ann Petrén - Skådespelare
- Angelika Prick - Judit
- Esther Björkman - Maryam
- Kevin Grez - Gaspar
- Amy Chen - Fiolspelare
- Anna Takanen - Fru Vinell
- Fredrik Lundqvist - Herr Vinell
- Maria Johansson-Josephsson - Tiggare
- Piotr Giro - Tiggare och Vattenkonung
- Maria Nyström - Anja
- Simon Settergren - Nabil
- Katta Pålsson - Katarina Åhlèn
- Victor Creado - Rektorn
- Emilie Strandberg - Kund på 7-Eleven
- Daniel Söderlind - Pappa till
- Jon Henriksen - Vårdaren